# Goldkronach
Goldkronach là một town tại huyện Bayreuth, bang Bayern nước Đức. Đô thị Goldkronach có diện tích 23,24 km², dân số thời điểm ngày 31 tháng 12 năm 2006 là 3673 người. Đô thị này tọa lạc gần Fichtelgebirge, 12 km về phía đông bắc của Bayreuth.